# Перламутровка непарная
Перламутровка непарная (лат. Argynnis sagana) — бабочка из семейства нимфалид.

## Этимология названия

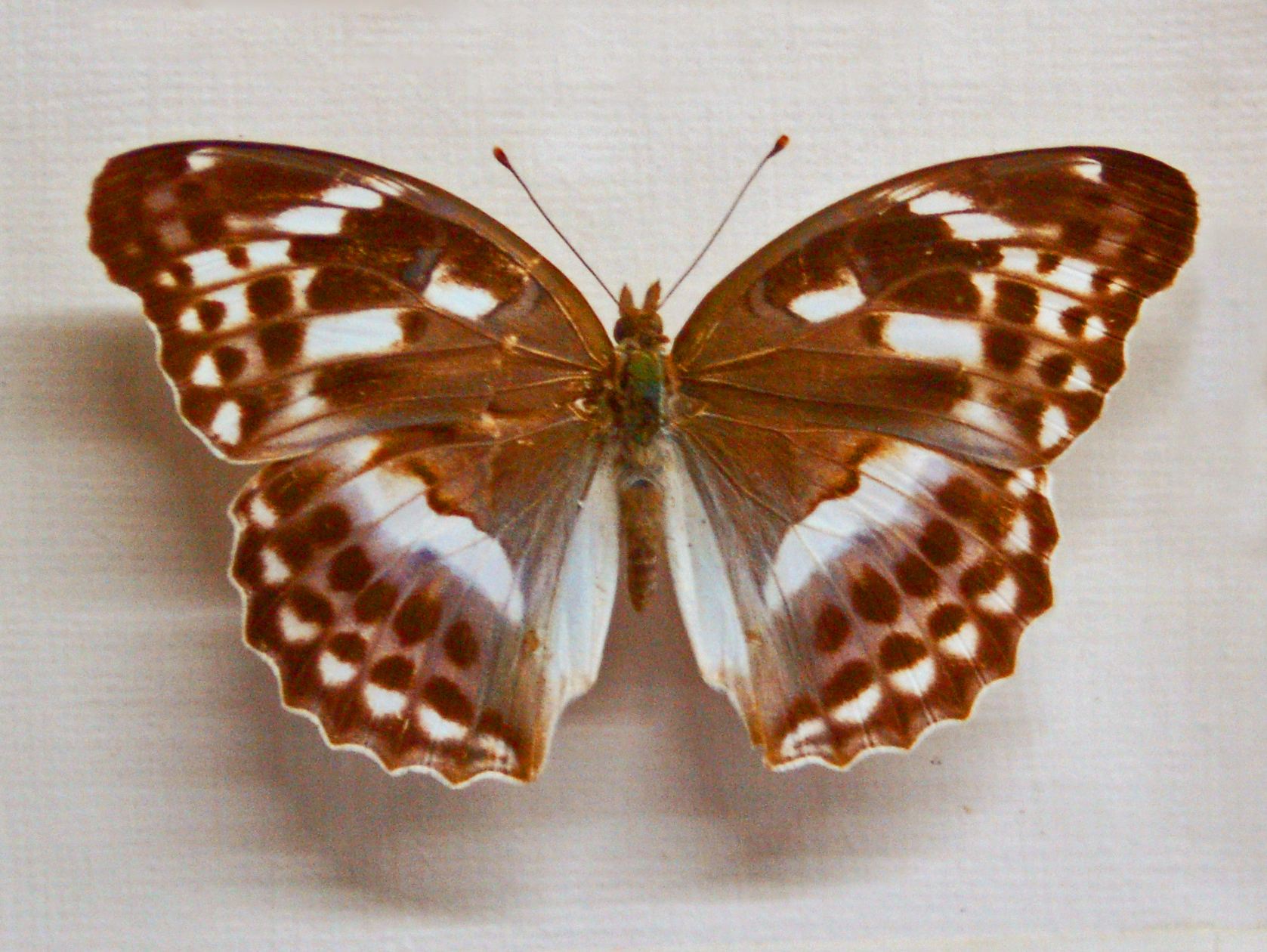
Самка

Перламутровка непарная получила своё русское название за резкие различия (половой диморфизм) между самцами и самками. Особи разных полов совершенно не похожи друг на друга и на первый взгляд их можно отнести к разным видам.

## Описание
Длина переднего крыла 30—41 мм. Крайне выражен половой диморфизм. Верхняя сторона крыльев самца оранжево-рыжая с характерным для перламутровок рисунком из чёрных пятен. В прикорневой области крыльев пятна почти не выражены, имеются следы рваной дискальной перевязи. В постдискальной и субмаргинальных областях пятна хорошо выражены. Нижняя сторона передних крыльев оранжевая с черными пятнами. Нижняя сторона задних крыльев в прикорневой половине охристо-рыжая с двумя более тёмными линиями, ограничивающими дискальную область, а внешняя половина затемнена фиолетово-коричневатым и несёт следы постдискальных глазков и прикраевых пятен. Половинки крыла разделены прерывистой диффузной сиреневато-белой полосой.
Окраска верхней стороны крыльев самки темно-коричневая с сине-зелёным отливом, с белыми пятнами на переднем крыле и белой перевязью — на заднем. На обоих крыльях имеется ряд размытых субмаргинальных пятен белого цвета. Фон нижней стороны крыльев серебристо-зеленый с фиолетовым отливом, в нижней части переднего крыла — темно-серый. Крылья с белыми пятнами и перевязями, аналогичными таковым на верхней стороне крыльев.

## Ареал
Распространён дизъюнктивно в России (северо-западные предгорья Алтае-Саянской горной системы и затем Южная Сибирь восточнее Байкала, к востоку от Оби и Северного Алтая, Приамурье до устья реки Амур, юг Дальнего Востока); восточной Монголии, северном и восточном Китае, Корее, Японии. 
Вид населяет сырые леса с высоким травостоем, преимущественно в речных долинах. Встречается в южно-таежных лесах, широколиственных лесах и их сибирских дериватов. В местностях с благоприятными климатическими условиями также населяет светлохвойные (в том числе сосновые) и смешанные леса, лесные пушки, долинные луга и вырубки.

## Биология
Лет бабочек начинается в конце июня и продолжается весь июль и август. Самки появляются на 7—10 дней позже самцов. Имаго часто кормятся на разнообразных растениях с крупными соцветиями - зонтичных, бодяке разнолистном (Cirsium heterophyllum), скерде сибирской (Crepis sibiricus).
Гусеницы питаются листьями различных видов растений рода Фиалки, например фиалка одноцветковая (Viola uniflora). Взрослая гусеница коричневато-серого цвета с более светлой нижней стороной тела. Куколка золотисто-охристого цвета с коричневато-серым сетчатым рисунком. На спине куколки пять пар заостренных бугорков с радужным блеском. Куколка обычно располагается подвешенной на стеблях и листьях травянистых растений.